# Coşkun Çörüz
Coşkun Çörüz (Konakören in district Salıpazarı (Turkije), 15 augustus 1963) is een Nederlandse voormalig politicus. Hij was voor het CDA van 29 mei 2001 tot 20 september 2012 lid van de Tweede Kamer. In het verleden was hij onder meer medewerker jeugd, onderwijs en juridische zaken bij het Amsterdams Centrum Buitenlanders (ACB).

## Biografie
Çörüz heeft rechten gestudeerd en voltooid aan de Universiteit van Amsterdam en ook twee jaar economie. In 1998 werd hij lid van de gemeenteraad in Haarlem en in 2001 kwam hij tussentijds in de Tweede Kamer. Daar hield hij zich bezig met jeugdbeleid (inclusief jeugdcriminaliteit), staats- en bestuursrecht, mensenrechten en internationaal recht.
In 2003 verstuurde de Onderzoeksgroep Turks Extreemrechts een persbericht naar aanleiding van zijn bestuursfunctie bij de Pan-Turkistische organisatie SOTA (Stichting Onderzoekscentrum en Stimuleringsfonds van de Talen en Culturen van Turkistan, Azerbeidzjan, Krim, Kaukasus en Siberië), een organisatie die gelieerd zou zijn aan de Grijze Wolven. Çörüz ontkende hiervan op de hoogte te zijn, hoewel hij vanaf 1992 bij de Kamer van Koophandel als bestuurslid vermeld stond. 'In 1992 kon je nog iemand inschrijven als bestuurder, zonder dat hij er iets van wist.' Elk bestuurslid moet echter sinds 1997 een handtekening zetten op het formulier, waaruit bewilliging met het verlengen van het bestuurslidmaatschap blijkt. De door zijn handtekening ongeloofwaardige ontkenning was aanleiding voor de Beweging Christelijke Koers CDA om in 2006 bij toenmalig partijleider Balkenende te protesteren tegen zijn hernieuwde plaatsing op de kandidatenlijst van het CDA.
Çörüz is ook voorzitter van de Council of Europe Minority Youth Committee en voorzitter van de Stichting Bijzondere Leerstoel Islam aan de Universiteit van Amsterdam. Ook is hij lid van de Raad van Advies Stichting Levensbeschouwingen in Dialoog en was hij lid van de Commissie Gelijke Behandeling, welke niet-bindende uitspraken kan doen over vermoede discriminatie.
In 2006 diende hijs een initiatiefwetsvoorstel in bij de Tweede Kamer. Het wetsvoorstel beoogt de risicoaansprakelijkheid van ouders voor hun kinderen te verhogen van 14 naar 18 jaar. Op 22 september 2009 noemde Çörüz in De Telegraaf het gedrag van jongeren in Amsterdam en Rotterdam aan het einde van de ramadan schandalig, ongepast en on-islamitisch. Volgens hem zijn het altijd dezelfde jongeren die voor overlast zorgen en mogen zij wat hem betreft ook de kosten aan schade gaan vergoeden.
Op zaterdag 2 oktober 2010 gaf Çörüz tijdens het extra ingelaste formatiecongres in de Rijnhal te Arnhem zijn steun voor samenwerking met de PVV. In een interview in De Telegraaf van 16 juli 2011 pleitte Çörüz namens het CDA voor een totaalverbod op cannabis. Volgens de politicus leidde het gedoogbeleid tot gezondheidsklachten en criminaliteit, waar zo snel mogelijk een eind aan gemaakt moet worden.
Bij zijn vertrek uit de Tweede Kamer op 19 september 2012 werd Çörüz benoemd tot Ridder in de Orde van Oranje-Nassau.
Sinds augustus 2023 is Çörüz werkzaam als directeur van het Centrum Internationale kinderontvoering (IKO).

## Persoonlijk
Çörüz is gehuwd met Judith Uitermark en heeft twee kinderen.